# قصاب‌مرغ
قصاب‌مرغ‌ها یا مرغ‌های قصاب پرندگان آوازخوانی هستند که نزدیک به زاغی استرالیایی هستند. بیشتر آنها در سردهٔ مرغ‌قصاب‌ها (Cracticus) یافت می‌شوند، اما مرغ قصاب سیاه در سردهٔ تک‌نماد Melloria قرار می‌گیرد. آنها بومی استرالیا هستند.

## طبقه‌بندی
قصاب‌مرغان و زاغی استرالیایی به همراه سه گونه کلاغ زنگی و دو گونه نوک‌سپری زیرتیرهٔ مرغ‌قصابیان (Cracticinae) از تیرهٔ پرستوجنگلیان (Artamidae) را تشکیل می‌دهند. (با وجود نام زاغی استرالیایی، این خانواده از پرندگان با زاغی‌های اروپایی که اعضای تیرهٔ کلاغان (Corvidae) هستند، ارتباط نزدیکی ندارد)

## گونه‌ها
- سردهٔ Melloria
  - قصاب‌مرغ سیاه (Melloria quoyi)
- سردهٔ Cracticus
  - قصاب‌مرغ خاکستری (Cracticus torquatus)
  - قصاب‌مرغ پشت‌سیمین (Cracticus argenteus) - متناوباً زیرگونه‌ای از C. torquatus
  - قصاب‌مرغ کلاه‌دار (Cracticus cassicus)
  - قصاب‌مرغ تاگولا (Cracticus louisiadensis)
  - قصاب‌مرغ پشت‌سیاه (Cracticus mentalis)
  - قصاب‌مرغ ابلق (Cracticus nigrogularis)

## نگارخانه

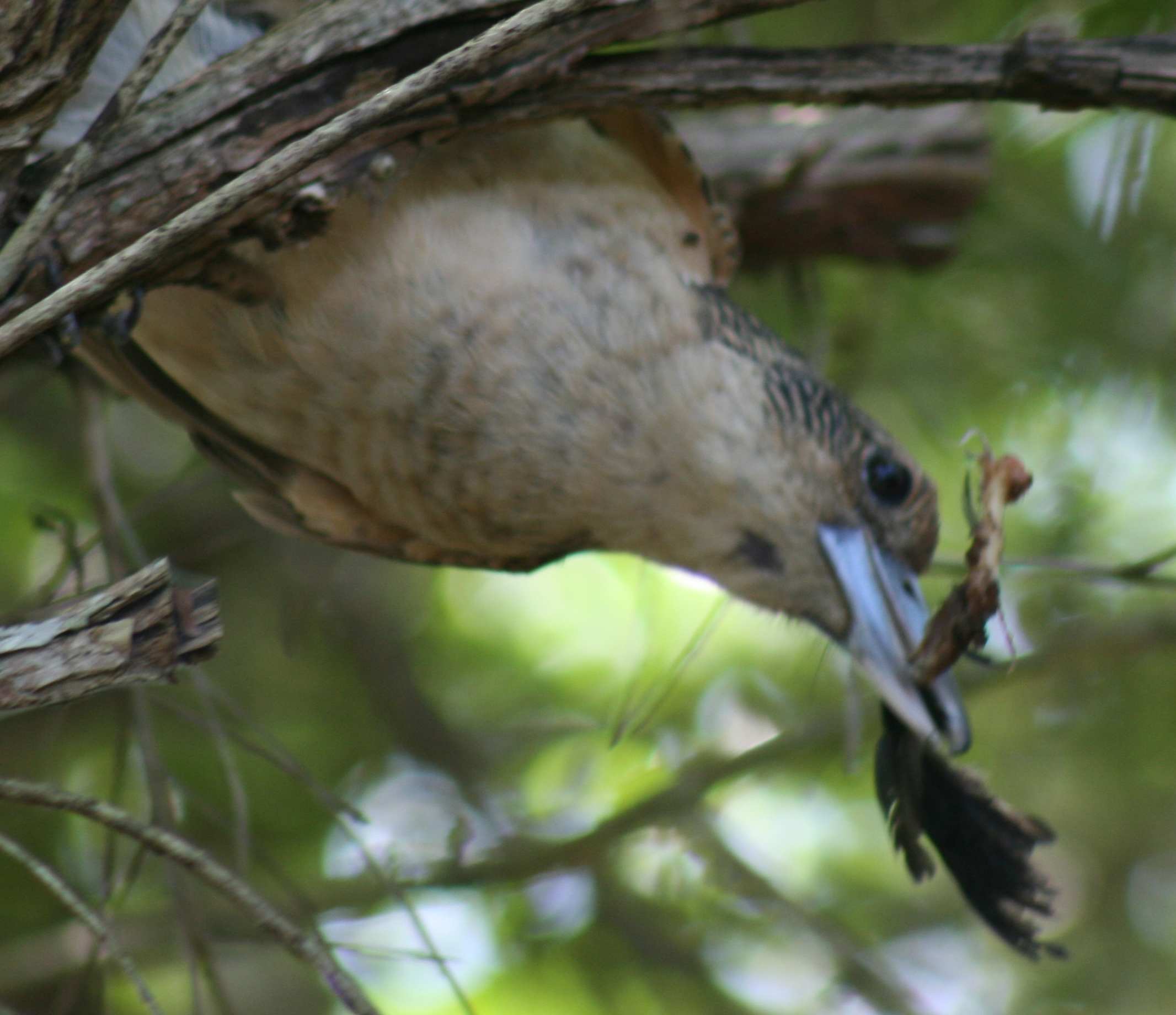
قصاب سیاه با بقایای بال در کایرنز استرالیا.
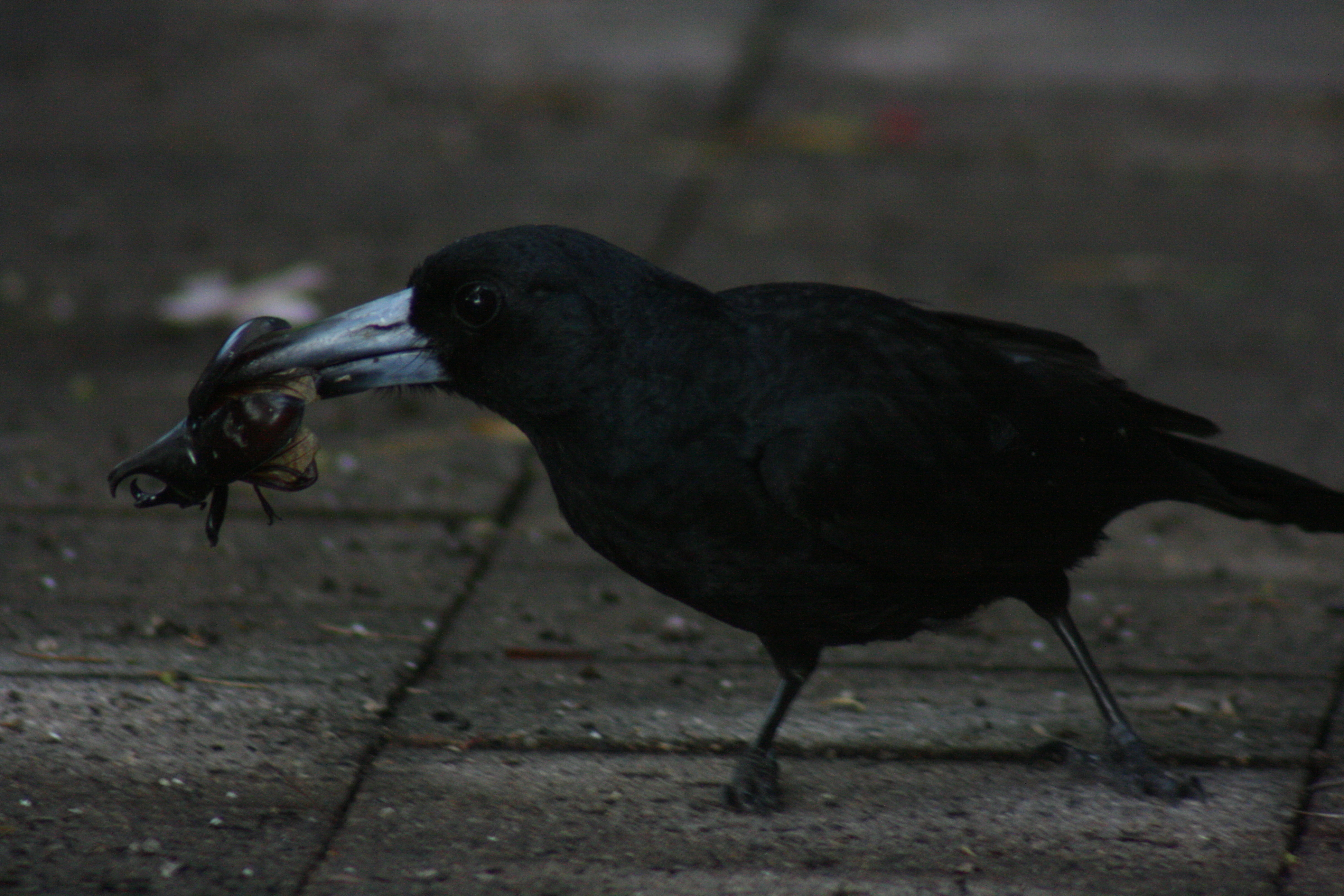
خوردن سوسک کرگدن